# عضلة فوق الشوكة
العضلة فوق الشوكة (باللاتينية: musculus supraspinatus) في علم تشريح الإنسان، هي عضلة تصل عظم الكتف بعظم العضد.

## معرض صور